# Alexandré Pölking
Alexandré Pölking (Montenegro, Brasil, 12 de marzo de 1976) es un exjugador y entrenador de fútbol brasileño. Actualmente está sin club.

## Carrera como jugador
Comenzó su carrera en su país ancestral de Alemania, jugando para VfB Fichte Bielefeld, Arminia Bielefeld y SV Darmstadt 98. En 2005, se mudó a Chipre, donde jugó para Olympiakos Nicosia y APOEL.

## Carrera como entrenador
Pölking fue asistente del entrenador alemán Winfried Schäfer desde 2008 en Al-Ain y FK Baku. En 2012, Alexandré Pölking vino a Tailandia para ser asistente de Schäfer, quien fue nombrado entrenador de la selección nacional de Tailandia en junio de 2011. En 2013, Pölking fue designado por el Army United como entrenador. Terminó su primera temporada como entrenador con el sexto lugar en la clasificación final.
En 2014, Pölking se mudó a Suphanburi. Más tarde fue despedido por el club después de 12 partidos de la Liga de Tailandia. Pölking se ha convertido en el entrenador de Bangkok United en el partido de vuelta de la temporada 2014. Hizo su debut con el club tailandés con una victoria por 3-0 sobre su antiguo club, el Army United, el 25 de junio de 2014.

### Tailandia
El 28 de septiembre de 2021, Pölking fue nombrado entrenador de la selección nacional de Tailandia, según lo anunciado por la Asociación de Fútbol de Tailandia (FAT). Pölking reemplazó al entrenador japonés Akira Nishino, quien fue despedido en julio después de que los Elefantes de guerra fueran eliminados en la ronda de clasificación para la Copa Mundial de la FIFA 2022. La primera tarea de Polking fue el AFF Championship 2020 en diciembre de 2021. Entre el 5 de diciembre de 2021 y el 1 de enero de 2022, Pölking cumplió la tarea al liderar a los Elefantes de guerra para ganar 6-2 en el global después de que Indonesia empató 2-2 en el partido de vuelta, lo que hizo que Tailandia reinara en la AFF por sexta vez.
En noviembre de 2023, fue despedido de su cargo luego de un mal comienzo en las Eliminatorias para el Mundial 2026.

## Clubes

### Como jugador
| Club                 | País     | Año       |
| -------------------- | -------- | --------- |
| VfB Fichte Bielefeld | Alemania | 2001-2003 |
| Arminia Bielefeld    | Alemania | 2003-2004 |
| SV Darmstadt 98      | Alemania | 2004-2005 |
| Olympiakos Nicosia   | Chipre   | 2005-2006 |
| APOEL                | Chipre   | 2006      |
| Olympiakos Nicosia   | Chipre   | 2007      |

### Como entrenador
| Club                          | País      | Año       |
| ----------------------------- | --------- | --------- |
| Selección sub-23 de Tailandia | Tailandia | 2012      |
| Army United                   | Tailandia | 2013      |
| Suphanburi                    | Tailandia | 2014      |
| Bangkok United                | Tailandia | 2014-2020 |
| Ho Chi Minh City              | Vietnam   | 2020-2021 |
| Selección de Tailandia        | Tailandia | 2021-2023 |

## Palmarés

### Como entrenador

#### Campeonatos internacionales
| Título           | Club                   | País      | Año  |
| ---------------- | ---------------------- | --------- | ---- |
| AFF Championship | Selección de Tailandia | Tailandia | 2020 |
| AFF Championship | Selección de Tailandia | Tailandia | 2022 |